# Jean Terpend-Ordassière
Jean Terpend-Ordassière, né le 4 février 1912 à Saint-Joseph-de-Rivière (Isère) et mort le 6 septembre 1981 à Voiron (Isère), est un homme politique français.

## Biographie
Issu d'une famille de paysans du Dauphiné, Jean Terpend travaille à la ferme familiale après son certificat d'études. Il s'engage au sein de la Jeunesse agricole chrétienne à la fin des années 1920, et devient président départemental de l'Isère de ce mouvement.
Mobilisé en 1939, il participe à la campagne de Norvège, ce qui lui vaut la croix de Guerre. De retour à la vie civile, il préside le syndicat agricole de Miribel-les-Echelles.
A la Libération, il adhère au MRP et figure en deuxième position sur la liste de ce parti, menée par Henri-Louis Grimaud, pour l'élection de la première constituante, en 1945. Il est ainsi élu député, et réélu en juin et novembre 1946, dans les mêmes circonstances.
A l'assemblée, il s'intéresse principalement au monde agricole, et plus particulièrement sur la mutualité agricole. Il s'oppose notamment à la désignation des administrateurs par le ministère.
Défenseur assez lyrique du monde agricole, il publie en 1948 un roman, Roseline, exaltant la condition paysanne.
En décembre 1950, il est élu conseiller général de l'Isère, dans le canton de La Tour du Pin
En 1951, du fait de la concurrence du RPF, et malgré un large apparentement, la liste du MRP voit son résultat s'effondrer, passant de 34,6 % à 16,2 % des voix. Jean Terpend perd de ce fait son siège.
En 1956, il se présente en dernière position, symbolique, sur la liste du MRP. Il s'éloigne ainsi progressivement de la vie politique.

## Détail des fonctions et des mandats
Mandats parlementaires
- 21 octobre 1945 - 10 juin 1946 : Député de l'Isère
- 2 juin 1946 - 27 novembre 1946 : Député de l'Isère
- 10 novembre 1946 - 4 juillet 1951 : Député de l'Isère